# Cromerus
Cromerus is een geslacht van wantsen uit de familie van de Tingidae (Netwantsen). Het geslacht werd voor het eerst wetenschappelijk beschreven door William Lucas Distant in 1902.

## Soorten
Het genus bevat de volgende soorten:

- Cromerus bakeri Drake, 1930
- Cromerus excelans Drake, 1930
- Cromerus gressitti Drake, 1937
- Cromerus hackeri Drake & Poor, 1939
- Cromerus invarius (Walker, 1873)
- Cromerus kalshoveni Drake, 1926
- Cromerus palawanus Drake & Maa, 1955
- Cromerus viadoi Drake & Maa, 1955